# دم‌خاری کلاه‌رگه‌ای
دم‌خاری کلاه‌رگه‌ای یا دم‌خاری کلاه‌راه‌راه (نام علمی: Cranioleuca hellmayri) نام یک گونه از سرده دم‌خاری‌های نمادین است.